# Michael Schüler
Michael Schüler (* 22. Juli 1997 in Adenau) ist ein deutscher Fußballspieler, Reality-TV-Teilnehmer und Partyschlagersänger.

## Karriere

### Fußball
Nach seinen Anfängen in der Jugend von Bayer 04 Leverkusen wechselte er im Sommer 2012 in die Jugendabteilung des 1. FC Köln. Nachdem er eine Spielzeit für deren zweite Mannschaft gespielt hatte, wechselte er im Sommer 2017 in die Regionalliga Südwest zur TuS Koblenz. Nach dem Abstieg der Koblenzer erfolgte im Sommer 2018 sein Wechsel zum Drittligisten FC Carl Zeiss Jena. Dort kam er auch zu seinem ersten Einsatz im Profibereich, als er am 12. November 2018, dem 15. Spieltag, beim 3:2-Auswärtssieg gegen den SV Wehen Wiesbaden in der 69. Spielminute für Fabien Tchenkoua eingewechselt wurde. Anfang August 2019 einigten sich Spieler und Verein mangels Aussichten auf Spielpraxis auf eine Vertragsauflösung.
Zur Regionalligasaison 2019/20 unterschrieb der Verteidiger einen Zweijahresvertrag beim TSV Steinbach Haiger, der bereits seinen ehemaligen Jenaer Mannschaftskollegen Raphael Koczor verpflichtet hatte. Im August 2020 gewann Schüler mit Steinbach Haiger durch einen 1:0-Finalsieg gegen den FSV Frankfurt den Hessenpokal 2019/20. Dadurch qualifizierte er sich mit dem Klub für den DFB-Pokal 2020/21, in dem Schüler im Erstrundenspiel im September 2020 gegen Jahn Regensburg (Endstand 1:2) bereits nach zwölf Minuten verletzungsbedingt den Platz verlassen musste. Die zugezogene Knieverletzung erwies sich als langwierig, bis zur vorzeitigen Auflösung seines Vertrags Anfang April 2021 gehörte er nicht mehr zum Spieltagskader.
Im Sommer 2021 schloss er sich der SG Schneifel in der Rheinlandliga an.

### Teilnahme an TV-Produktionen
2021 nahm Schüler an der Sat.1-Show Mein Date, mein bester Freund & ich teil, wo er es bis ins Finale schaffte. In der Show CoupleChallenge absolvierte er 2022 verschiedene Herausforderungen in Finnland zusammen mit seiner Ex-Freundin. Ebenfalls im Jahr 2022 folgte die Teilnahme an der Reality-Show Are You The One – Reality Stars in Love. 2023 nahm Schüler an den Reality-Formaten Germany Shore und Good Luck Guys teil, ehe er im November 2024 im Format Forsthaus Rampensau Germany zu sehen war. Im Frühjahr 2025 folgte die Teilnahme an der zweiten Staffel The 50.

### Musik
Unter dem Künstlernamen Micha Schue veröffentlicht Schüler seit 2024 deutschsprachige Partyschlager, die von Mike Rötgens, Hartmut Weßling und Oliver deVille produziert werden.
- 2024: Die ganze Herde auf Safari
- 2024: Es ist geil ein wilder Kerl zu sein (feat. Mitsch und Bananafishbones)
- 2024: Bin kein Family Guy (feat. Philipp Bender)